# Union County, Florida
Union County är ett administrativt område i delstaten Florida, USA, med 15 535 invånare. Den administrativa huvudorten (county seat) är Lake Butler. 

## Geografi
Enligt United States Census Bureau så har countyt en total area på 647 km². 623 km² av den arean är land och 24 km² är vatten.

### Angränsande countyn
- Bradford County, Florida - öst och syd
- Alachua County, Florida - syd
- Columbia County, Florida - väst
- Baker County, Florida - nord